# Takers
Takers (Brasil: Ladrões ), anteriormente conhecido como Bone Deep, é um filme de ação dirigido por John Luessenhop e lançado em 2010. Foi estrelado por Matt Dillon, Paul Walker, Idris Elba, Hayden Christensen, T.I., Jay Hernandez, Chris Brown e Zoe Saldana.

## Sinopse
Um grupo de ladrões usa várias estratégias para realizar grandes roubos a bancos, periodicamente. Enquanto um ex-membro do grupo, que havia sido preso, é solto e lhes dá os dados necessários para seu maior roubo até então, mas com pouco tempo de planejamento( 5 dias), e eles decidem realizá-lo, estão sendo investigados por um policial detetive altamente disposto a resolver o caso e prendê-los.

## Elenco
- Matt Dillon como Jack Welles
- Paul Walker como John Rahway
- Idris Elba como Gordon Cozier
- Tip "T.I." Harris como Delonte Rivers (Ghost)
- Michael Ealy como Jake Attica
- Chris Brown como Jesse Attica
- Hayden Christensen como A.J.
- Jay Hernandez como Eddie Hatcher
- Marianne Jean-Baptiste como Naomi Cozier
- Emiliano Vreezy como Emiliano Vreezy "Figurante"
- Zoe Saldana como Lily
- Jonathan Schaech como Scott

## Recepção

### Crítica
Takers foi recebido de forma mista pelos críticos especializados. O Rotten Tomatoes calculou uma média de 28% de aprovação, baseado em 100 críticas recolhidas; 28 foram consideradas positivas e 72 negativas. Apesar disso, 63% dos usuários do site aprovaram o filme. Por comparação, o Metacritic calculou uma média de 45, baseado em 20 críticas; a média de notas dadas pelos usuários do site foi de 5.5/10.

### Bilheteria
O filme estreou em primeiro lugar nas bilheterias americanas em seu primeiro final de semana, arrecadando US$ 21 milhões. Com um orçamento de US$ 32 milhões, Takers arrecadou cerca de US$ 68,2 milhões mundialmente.